# Parlamentsvalet i Storbritannien 1918
Parlamentsvalet i Storbritannien 1918 hölls 14 december 1918, efter 1918 års rösträttsreform. Det var därmed det första parlamentsvalet i Storbritannien där kvinnor hade rösträtt. Även för män hade rösträtten utvidgats drastiskt och var allmän från 21 års ålder, medan kvinnor måste uppfylla en högre ålder på 30 år, samt ett förmögenhetskrav (som dock var relativt lågt ställt). Utan denna diskrepans beräknas det att nära en miljon fler kvinnor utnyttjat sin rösträtt, givet det stora manfallet på västfronten. Bakom spelet om införandet av kvinnlig rösträtt, som stöttats av de konservativa, för att kompensera för den förväntade utvidgningen av rösträtt till män från arbetarklassen som väntats efter kriget. Rösträttsvillkoren jämkades mellan män och kvinnor 1928.  
Valet vanns av en koalition av Conservative Party, större delen av Liberal Party och några Labourledamöter och oberoende ledamöter, och resulterade i en regering under David Lloyd George. Labour, med William Adamson som partiledare, ökade kraftigt sin andel av rösterna, men endast något sin andel av mandaten, och blev den officiella oppositionen för första gången. Herbert Henry Asquiths liberaler utanför koalitionen fick få platser. På Irland förlorade irländska parlamentspartiet nästan alla sina mandat, de flesta till Sinn Féin, som blev Storbritanniens tredje största parti för en kort period. 
Valet utgör, åtminstone i någon mening, sista gången liberalerna intog förstaplatsen i ett brittiskt val. 

## Resultat
| Parti                                                                       | Röster    | Platser | Förändring | Andel av rösterna (%) |
| --------------------------------------------------------------------------- | --------- | ------- | ---------- | --------------------- |
| Conservative Party inom koalitionen                                         | 3 393 167 | 332     | + 61       | 32,5                  |
| Labour                                                                      | 2 171 230 | 57      | + 15       | 20,8                  |
| Liberal Party inom koalitionen                                              | 1 318 844 | 127     |            | 12,6                  |
| Liberal Party                                                               | 1 355 398 | 36      | - 236      | 13,0                  |
| Conservative Party och Labour Unionist                                      | 640 985   | 50      |            | 6,1                   |
| Sinn Féin                                                                   | 476 458   | 73      | + 73       | 4,6                   |
| Irish Parliamentary Party                                                   | 226 498   | 7       | - 77       | 2.2                   |
| National Democratic and Labour Party inom koalitionen                       | 156 834   | 9       | + 9        | 1,5                   |
| Oberoende Labour                                                            | 116 322   | 2       | + 2        | 1,1                   |
| Oberoende                                                                   | 105 261   | 2       | + 2        | 1,0                   |
| National Party                                                              | 94 389    | 2       | + 2        | 0,9                   |
| Silver Badge                                                                | 78 780    | 1       | + 1        | 0,8                   |
| Co-operative Party                                                          | 57 785    | 1       | + 1        | 0,6                   |
| Oberoende Conservative                                                      | 44 637    | 1       |            | 0,4                   |
| Labour inom koalitionen                                                     | 40 641    | 4       | + 4        | 0,4                   |
| Oberoende liberal                                                           | 24 985    | 1       | + 1        | 0,2                   |
| Jordbrukare (Agriculturalist)                                               | 19 412    | 0       |            | 0,2                   |
| National Democratic and Labour Party                                        | 17 991    | 0       |            | 0,2                   |
| Belfast Labour Representative Committee                                     | 12 164    | 0       |            | 0,1                   |
| National Socialist Party                                                    | 11 013    | 1       | + 1        | 0,1                   |
| Oberoende inom koalitionen                                                  | 9 274     | 1       | + 1        | 0,1                   |
| Highland Land League                                                        | 8 710     | 0       |            | 0,1                   |
| Women's Party                                                               | 8 614     | 0       |            | 0,1                   |
| British Socialist Party                                                     | 8 394     | 0       |            | 0,1                   |
| Oberoende demokrat                                                          | 8 351     | 0       |            | 0,1                   |
| Oberoende nationalist                                                       | 8 183     | 0       |            | 0,1                   |
| Socialist Labour                                                            | 7 567     | 0       |            | 0,1                   |
| Scottish Prohibition Party                                                  | 5 212     | 0       |            | 0,0                   |
| Oberoende progressiv                                                        | 5 077     | 0       |            | 0,0                   |
| Oberoende arbetare och jordbrukare (Independent Labour and Agriculturalist) | 1 927     | 0       |            | 0,0                   |

Totalt antal avlagda röster: 10 434 700.  Alla partier med mer än 1 000 röster visade.  Rösterna för Conservative inom koalitionen är jämförda med röster för Conservative i det föregående valet.  För alla övriga partier är rösterna för partiet utanför koalitionen jämförda med partiets tidigare röstetal.

## Irland
Valet 1918 anses som en viktig politisk vändpunkt i modern irländsk historia, eftersom det moderata nationalistiska Irländska parlamentspartiet, som hade dominerat Irlands politiska landskap sedan 1880-talet, led en stor förlust, medan det radikala Sinn Féin, som aldrig tidigare hade uppnått någon nämnvärd valframgång, vann en överväldigande seger (åtminstone räknat i antalet mandat). 
Efter valet bildade de valda Sinn Féin-ledamöterna ett olagligt parlament, den första Dáil, och Irlands självständighetskrig tog sin början. 